# Infrahyoïdale spieren
De infrahyoïdale spieren (Lat: musculi infrahyoidei) zijn vier spieren in het voorste deel van de nek, onder (Lat: infra) het tongbeen (Lat: os hyoideum). Ze hebben het tongbeen als punt van insertie. De vier spieren zijn de m. sternohyoideus, m. sternothyroideus, m. thyrohyoideus en de m. omohyoideus.
De functie van de infrahyoïde spieren is het naar onder (caudaal) trekken van onder meer het tongbeen en het naar boven trekken van het borstbeen en de schoudergordel. Het zijn hulpspieren bij ademhaling en slikken.